# 锡默卢岛
锡默卢岛（Pulau Simeulue）也作雪马路岛，位于印度尼西亚苏门答腊岛西北印度洋海域中的一座岛屿，隶属于亚齐特区锡默卢县管辖。本岛地处環太平洋地震帶，地震发生频繁。频繁的震灾也使得当地居民具有很强的应对灾害的能力，在2004年印度洋大地震中，最貼近震央的锡默卢岛仅7人遇难。相比之下近鄰的亚齐省有超过20万人丧生。